# T26 (1942)
T26 – szwedzki kuter torpedowy zbudowany w 1942, w służbie do 1957. Jako pierwszy kuter torpedowy wyposażony został w radar. Od połowy lat 60 do 1985 wykorzystywany jako holownik celów dla lotnictwa. w 1985 odkupiony przez Lennarta Segerströma i odrestaurowany. Armatorem jest Lennart Segerström Foundation T26, a Living Museum Ship. Kuter wchodzi w skład Flotylli Weteranów